# Giovanni Mari (dirigente sportivo)
Giovanni Mari (Gorla Minore, 30 maggio 1920 – Legnano, 4 settembre 1987) è stato un imprenditore e dirigente sportivo italiano.

## Biografia

Formazione dell'Associazione Calcio Legnano 1952-1953, che guadagnò la promozione in Serie A con Giovanni Mari alla presidenza

Imprenditore del settore metalmeccanico e comproprietario di un'azienda legnanese che produceva macchine per la lavorazione del legno, la Officine Mari, fu presidente dell'Legnano dal 1952 al 1954 e dal 1979 al 1987.
Giovanni Mari diventò per la prima volta presidente dell'A.C. Legnano nel 1952 a soli 32 anni, età che gli permise di stabilire un record: fino ad allora nessuna società sportiva professionistica italiana aveva mai avuto un presidente così giovane. Diede le dimissioni al termine della stagione 1953-1954, dopo la retrocessione della squadra dalla Serie A alla Serie B.
Dopo essere stato rieletto nel 1979, nel giugno 1987 Giovanni Mari cedette definitivamente la presidenza dell'A.C. Legnano al suo collaboratore ed amico Ferdinando Villa.
Morì improvvisamente il 4 settembre 1987 all'età di 67 anni. L'11 ottobre dello stesso anno, in occasione del sentito derby con la Pro Patria, squadra calcistica della confinante città di Busto Arsizio, gli venne dedicato lo stadio cittadino di Via Pisacane.